# Strongs Prairie
Strongs Prairie – miasto w Stanach Zjednoczonych, w stanie Wisconsin, w hrabstwie Adams.